# خانواده هورمون‌های آزادکننده گنادوتروپین
خانواده هورمون‌های آزادکننده گنادوتروپین (انگلیسی: Gonadotropin-releasing hormone family) یا به اختصار «GnRH» که با نام گنادولیبرین هم شناخته می‌شوند، یک خانواده از هورمون‌های پپتیدی است که نقش محوری و مهمی در تولید مثل ایفا می‌کنند. وظیفهٔ اصلی این هورمون‌ها، تأثیر بر غدهٔ هیپوفیز و تحریک ترشح هورمون لوتئینی و هورمون محرکه فولیکولی است، اما اثرات مهمی هم بر مغز، شبکیه، دستگاه عصبی سمپاتیک، غده جنسی و جفت جنین در برخی گونه‌های جانوری دارند. به نظر می‌رسد سه نوع از این هورمون‌ها موجود است. نوع دوم GnRH در میان‌مغز بیان می‌شود و توزیع گسترده‌ای دارد. نوع سوم GnRH تنها در ماهی‌ها یافت شده‌است.